# Gustaf Svanberg (astronom)

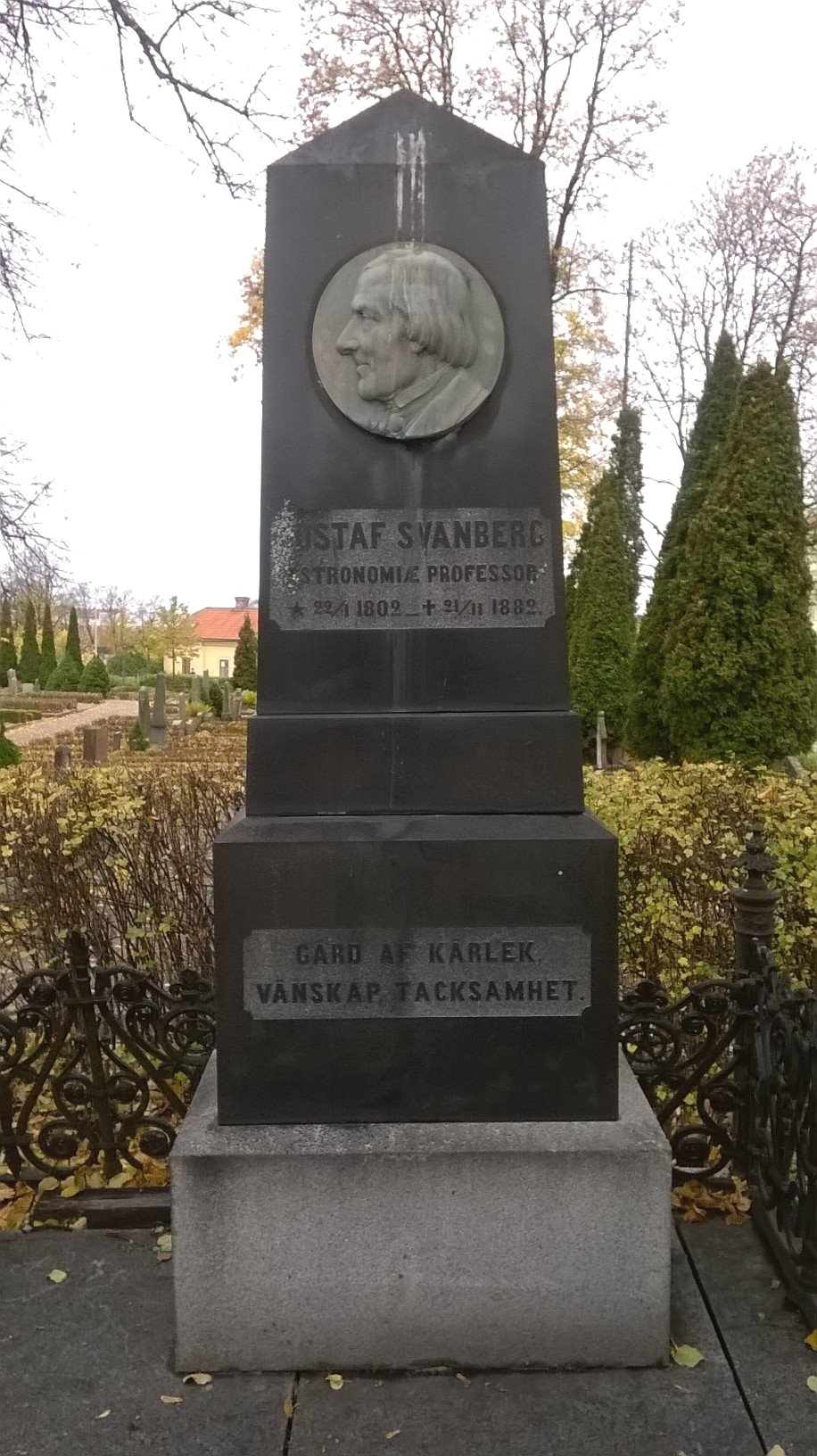
Gravstenen på Uppsala gamla kyrkogård med Observatorieparken i bakgrunden.

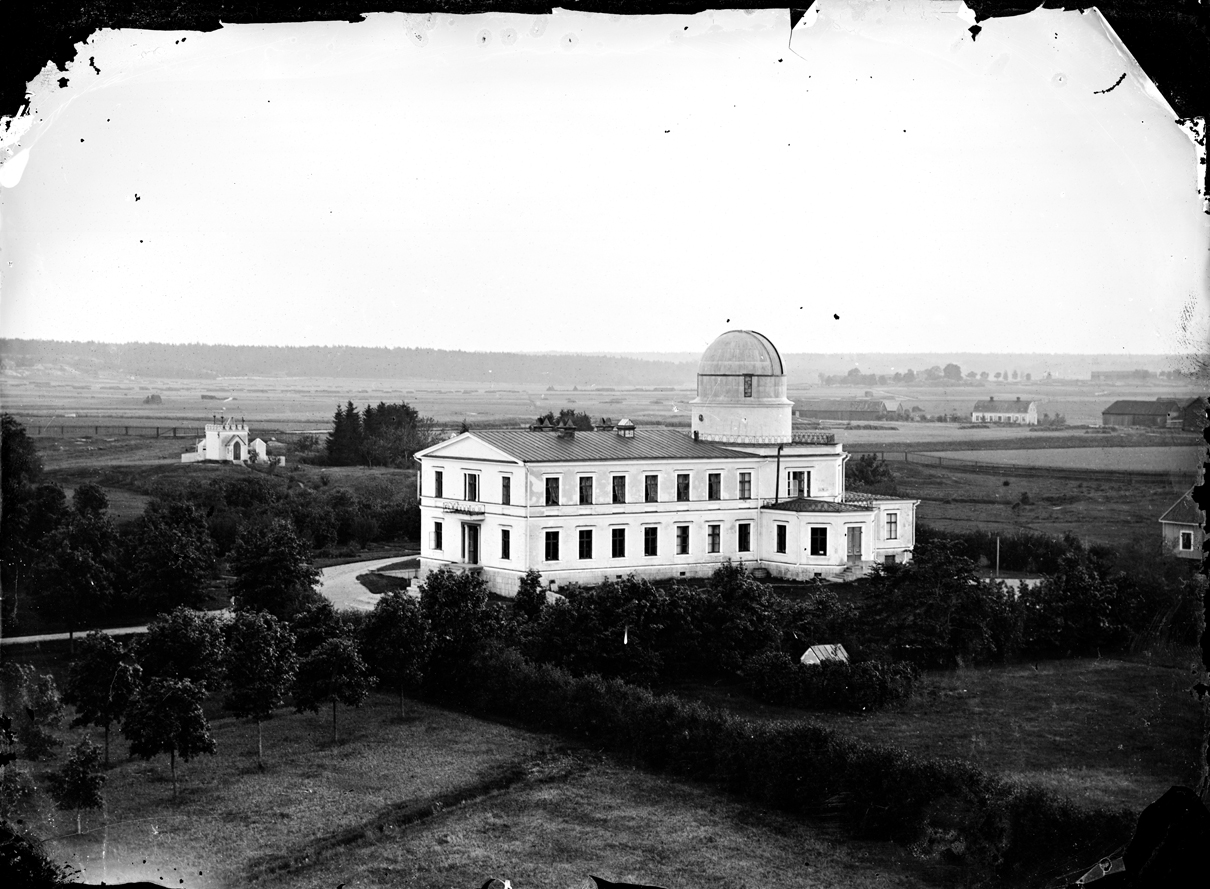
Uppsalaobservatoriet cirka 1880.

Gustaf Svanberg, född 22 januari 1802 på Anneberg, Botilsäters socken, Värmlands län, död 21 november 1882 i Uppsala, var en svensk astronom och professor vid Uppsala universitet.

## Biografi
Svanbergs föräldrar var bruksdisponenten och godsägaren Pehr Svanberg och hans hustru Helena Odéen på Anneberg. Han blev student vid Uppsala universitet 1819, filosofie kandidat 1824 och promoverades samma år till filosofie magister. År 1825 blev han astronomie docent vid universitetet och samma år vikarierande observator och prefekt för observatoriet samt ordinarie observator 1829. Som observator arbetade Svanberg med att försöka modernisera det gamla Celsiusobservatoriet i Uppsala. År 1838 företog han för vetenskapligt ändamål en resa i Norge och Danmark samt deltog i basmätningen på Amager.
Svanberg var professor i astronomi under åren 1842–1875 (han kvarstod som prefekt för observatoriet till 1878) och genomdrev då byggandet av det Nya observatoriet i Observatorieparken, invigt år 1853. Då riksdagen 1838-40 beviljat anslag till detta, fick han själv i uppdrag att leda dess uppförande, vilket också utfördes efter hans planer, uppgjorda i samråd med tidens främsta auktoriteter, framför allt Bessel och Schumacher. Han var 1846–1847 i Italien och Frankrike för att inleda samarbete med observatorierna i södra Europa. 
Han var också den drivande kraften när det gällde förhindrandet av en flyttning av hela Uppsala universitet till Stockholm vid mitten av 1800-talet, vilket förordades av inflytelserika liberala opinionsbildare i huvudstaden. Han blev ledamot nummer 453 av Vetenskapsakademien 1836 och av Vetenskapssocieteten i Uppsala 1843 samt var ledamot av flera utländska lärda sällskap. Svanbergs skrifter omfattar akademiska avhandlingar, redogörelser för gjorda observationer samt broschyrer, främst rörande universitetets intressen. 
Ur hans i Uppsala universitetsbibliotek förvarade dagboksanteckningar har Schück meddelat ett och annat i Från det forna Uppsala (1917). Svanbergs omfattande självbiografi, Redovisning för en lång lefnad (skriven omkring 1880), trycktes och gavs ut av Nils Nordenmark 1949.
Gustaf Svanberg var gift med Fredrika Biberg, som var dotter till Nils Fredrik Biberg, och far till juristen Gustaf Svanberg. Han ligger begravd på Uppsala gamla kyrkogård.

## Utmärkelser
Asteroiden 8871 Svanberg är uppkallad efter honom.